# Jabłuniwka (rejon maliński)
Jabłuniwka (ukr. Яблунівка) – wieś na Ukrainie, w obwodzie żytomierskim, w rejonie malińskim, nad rzeką Studiń. W 2001 roku liczyła 77 mieszkańców.